# .kw

.kw és el domini de primer nivell territorial (ccTLD) de Kuwait.

## Dominis de segon nivell
Els registres són al tercer nivell per sota d'aquests noms:
- edu.kw: institucions acadèmiques i de recerca
- com.kw: entitats comercials i individus
- net.kw: entitats comercials i individus
- org.kw: organitzacions sense ànim de lucre
- gov.kw: entitats governamentals